# Cercle unité
Ne doit pas être confondu avec Disque unité.

Cercle unité

Le cercle unité est une expression courante pour désigner l'ensemble des nombres complexes de module 1. Si le module est vu comme une norme euclidienne, le cercle est une courbe de longueur 2π, et est le bord d'un disque d'aire π. Le cercle unité est l'image de l'axe des imaginaires purs iℝ par l'exponentielle complexe.
Le cercle unité est stable par produit. C'est un sous-groupe du groupe des inversibles ℂ* de ℂ. Plus précisément, c'est son plus grand sous-groupe compact.

## Cercle unité et trigonométrie

### Éléments d'histoire
D'après le site Earliest Known Uses of Some of the Words of Mathematics, l'expression “unit circle” est attribuée à George Albert Wentworth vers 1890. L'expression fut utilisée pour décrire le cercle trigonométrique, et introduire les fonctions trigonométriques, telles qu'elles sont enseignées aujourd'hui dans l'enseignement des mathématiques dans le secondaire.

## Cercle unité comme groupe
Le cercle unité, en général noté 𝕌 ou T (tore à une dimension), est l'ensemble des nombres complexes z dont le module |z| vaut 1. Autrement dit, z appartient à 𝕌 si et seulement si zz = 1. Donc, l'inverse de z est son conjugué z, lui-même de module 1. De même le produit de deux nombres complexes de module 1 est de module 1. L'ensemble 𝕌 est donc un groupe pour la multiplication des nombres complexes. Les nombres complexes 1, –1, i et –i appartiennent au cercle unité.
Le cercle unité est le plus grand sous-groupe borné de ℂ*. Autrement dit, tout sous-groupe borné de ℂ* est  inclus dans le cercle unité 𝕌. En particulier, les sous-groupes finis G de ℂ* sont inclus dans 𝕌. L'unique sous-groupe d'ordre n est le groupe des racines n-ièmes de l'unité.
L'application exponentielle est un morphisme du groupe additif (ℂ,+) vers le groupe multiplicatif (ℂ*, ×).
Autrement dit, pour tous w et z,
{\displaystyle \exp(w+z)=\exp(w)\exp(z)}.
Si w est un imaginaire pur, alors exp(w) est de module 1. L'image de la droite des imaginaires purs iℝ est exactement le cercle unité 𝕌. En particulier, l'exponentielle définit un morphisme surjectif de groupes {\displaystyle \exp :{\rm {i}}\mathbb {R} \rightarrow \mathbb {U} }. Ce morphisme est périodique, et la période est 2π. Dans l'enseignement supérieur, cette propriété peut être présentée comme la définition du nombre π. Cette définition remonte au début du XXe siècle. Le noyau de ce morphisme est donc le sous-groupe additif 2iπℤ de iℝ.
De plus, tout nombre complexe non nul z s'écrit z = |z|w où w = exp(iθ) est de module 1. Le nombre réel θ bien défini modulo 2π est appelé l'argument de z.

### Groupe des rotations
Les nombres complexes non nuls représentent les similitudes directes du plan euclidien orienté. Plus exactement, le module sur ℂ est une norme euclidienne dont le produit scalaire associé est
{\displaystyle \langle z|w\rangle ={\rm {Re}}(z{\overline {w}})} ou, si on préfère, {\displaystyle \langle a+{\rm {i}}b|a'+{\rm {i}}b'\rangle =aa'+bb'}.
La multiplication à gauche par z = reiθ est la similitude directe d'angle θ et de rapport r. En particulier, si le nombre complexe w est de module 1, alors la multiplication par w est la rotation d'angle θ.
On note en général SO(2) le groupe des rotations d'un plan euclidien. La description précédente donne
{\displaystyle \mathbb {U} =SO(2).}

### Groupe de Lie
La lecture de cette partie nécessite de connaitre les bases de la géométrie différentielle et notamment la définition d'une variété différentielle.
L'application {\displaystyle z\mapsto |z|} est différentiable en dehors de 0, et 1 en est une valeur régulière. Le cercle unité 𝕌, par définition image réciproque de 1, est une sous-variété différentielle de ℂ. Le cercle unité 𝕌 est alors un sous-groupe de Lie de ℂ*.
Remarque : le groupe multiplicatif ℂ* est un groupe de Lie complexe. Tout groupe de Lie complexe admet un sous-groupe de Lie réel compact maximal, qui est appelé sa forme réelle. La forme réelle de ℂ* est le cercle unité 𝕌. Ce sont là des propriétés remarquables, mais qui n'ont pas d'incidence dans l'étude de 𝕌.

Tout groupe de Lie connexe compact de dimension 1 est isomorphe à T.
Ici, la notation T est préférable. Plus généralement, tout groupe de Lie compact connexe et commutatif est isomorphe à un « tore », c'est-à-dire au quotient de ℝk par ℤk, en général noté Tk. Ce tore Tk est isomorphe au produit direct de k copies de T.

## Cercle unité comme bord du plan hyperbolique
La lecture de cette partie nécessite quelques connaissances en géométrie riemannienne.
Le plan hyperbolique est le disque unité D muni de la métrique riemannienne
{\displaystyle g={\frac {4\Re (dz\,{\overline {dz}})}{(1-|z|^{2})^{2}}}}.

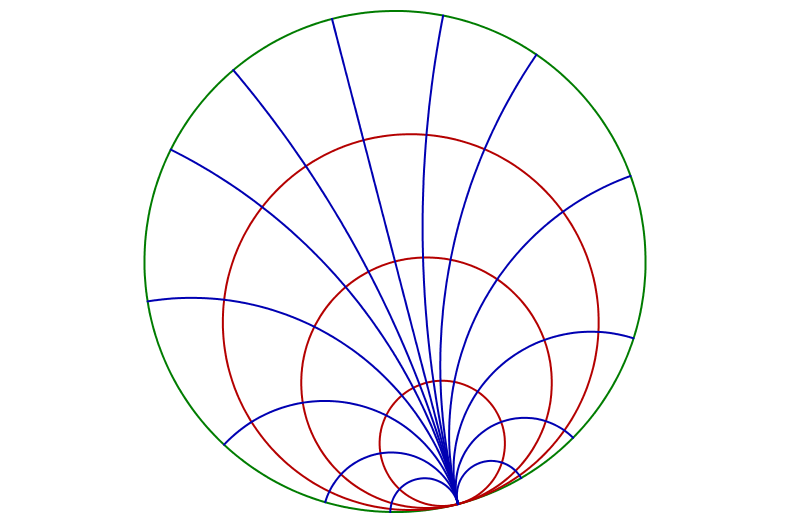
En bleu, les géodésiques issues d'un point à l'infini.
En rouge, les horocycles centrés en ce point.

Cette métrique est conforme à la métrique euclidienne : deux courbes qui s'intersectent transversalement forment le même angle. Mais la distance est modifiée, et en particulier, pour atteindre un complexe de module 1, il faut parcourir une longueur infinie. Le cercle unité 𝕌 est regardé comme l'ensemble des points à l'infini du plan hyperbolique D. Il est en général noté ∂∞D. Le plan hyperbolique est une variété riemannienne de dimension 2 dont la courbure est constante égale à –1. D'autres présentations sont possibles et sont données dans l'article géométrie hyperbolique.
Par définition, les géodésiques de D sont les courbes qui minimisent au moins localement la distance. Ce sont exactement les diamètres de D ou les arcs de cercles orthogonaux au cercle unité. Il est remarquable que ces courbes minimisent globalement la distance. Autrement dit, pour tous complexes z et w de modules strictement inférieurs à 1, il existe un unique géodésique passant par z et w. Chaque géodésique détermine deux points à l'infini (deux points sur le cercle), et réciproquement, deux points distincts à l'infini définissent une unique géodésique. Par exemple, deux points diamétralement opposés z et –z sur le cercle unité correspondent au diamètre (–z, z). Pour résumer, si z et w sont deux nombres complexes distincts de module inférieur ou égal à 1 (qu'ils soient à l'intérieur du disque unité D ou sur le bord à l'infini ∂∞D), alors il existe une unique géodésique contenant z et w, et elle dépend continûment de z et w.
Si z est un nombre complexe de module 1, les géodésiques ayant z pour point à l'infini forment un feuilletage de D. Les cercles intérieurs à D et tangents à 𝕌 en z sont appelés les horocycles de centre z. Ils intersectent orthogonalement les géodésiques issues de z.
Ces propriétés se généralisent pour les variétés de Hadamard pour lesquelles on définit une sphère à l'infini dont les points paramètrent les géodésiques. Il s'agit d'une compactification géométrique en courbure négative.